# Шкляр, Тимофей Иванович
Тимофей Иванович Шкляр (1906 — 1983, Донецк, УССР, СССР) — советский хозяйственный деятель. В 1938—1939 годах — директор Новокузнецкого металлургического комбината.

## Биография
Родился в Екатеринославской губернии. Окончил семилетку.
В 1924 году начал работать на металлургическом заводе в Каменском.
В 1928 году закончил Каменский вечерний металлургический институт.
С 1928 по 1934 работал на Донецком металлургическом заводе. В молодости работал в мартеновском цехе Донецкого-Сталинского металлургического завода.
В ознаменование 15-летия Всесоюзного Ленинского коммунистического союза молодёжи награжден Орденом Ленина.
С 1934 года работает в Кузбассе. Был начальником первого мартеновского цеха КМК. С января 1938 по декабрь 1939 года работал директором Кузнецкого металлургического комбината.
Был арестован в 1938 в Москве, куда приехал в командировку и летом 1939 года осужден на 20 лет ИТЛ и лишению ордена Ленина. В 1954 году находился на спецпоселении. Был реабилитирован 6 июля 1955. Обвинение признано незаконным.
В 1970-х годах работал на Донецком металлургическом заводе начальником производственного отдела и заместителем главного инженера.
Похоронен на Мушкетовском кладбище города Донецка.

## Награды и премии
- ордена Ленина (1933, лишён в 1938),
- орден Трудового Красного Знамени,
- орден «Знак Почёта»,
- «Заслуженный металлург Украинской ССР» (1978).

## Семья
- Зять — Владимир Иванович Люленков — профессор СибГИУ,
- Внук — Юрий Анатольевич Шкляр — металлург, начальник комплекса ООО «Электросталь».

## Статьи о нём
- Свой след в истории.